# One Night's Anger
«One Night's Anger» (алб. Zemërimi i një nate, укр. Гнів ночі) — пісня у виконанні албанської співачки Херціани Матмуя, з якою вона представила Албанію на конкурсі пісні «Євробачення 2014».
Авторами пісні є Дженті Лао і Джорго Папінджі. 